# Robert Winchelsey
Robert Winchelsey o Winchelsea ( c . 1245-1313) fue un cristiano inglés, teólogo y arzobispo de Canterbury . Estudió en las universidades de París y Oxford , y más tarde impartió clases en ambos. Bajo la influencia de Tomás de Aquino , que era un teólogo escolástico, Winchelsey obtuvo diversos beneficios en Inglaterra, y fue Canciller de la Universidad de Oxford antes de ser elegido en Canterbury a principios de 1293. Aunque en un principio tuvo el apoyo de Eduardo I, Winchelsey se convirtió más tarde en un oponente poderoso del rey. El arzobispo se sintió alentado por el papado para resistir a los intentos de Eduardo de gravar al clero. Winchelsey también fue un opositor del tesorero del rey Walter Langton , así como de otros miembros del clero. En una ocasión reprendió a un abad tan severamente que el abad sufrió un ataque cardíaco fatal.
Tras la elección de un antiguo clérigo real como el papa Clemente V en 1305, el rey fue capaz de asegurar el exilio del arzobispo en ese mismo año. Tras la sucesión del hijo de Eduardo I, Eduardo II, a Winchelsey se le permitió regresar a Inglaterra, después de que el nuevo rey pidió al Papa que permitiese su regreso. Winchelsey pronto se unió a los enemigos del rey, sin embargo, y fue el único obispo en oponerse al retorno del favorito del rey, Piers Gaveston.
Winchelsey murió en 1313. Aunque se supone que han sucedido milagros en su tumba en la Catedral de Canterbury, un intento de que se le declarase santo no tuvo éxito.